# Michel François
Michel François (* 1956 in Sint-Truiden) ist ein belgischer Künstler. Er schafft Installationen, Videos, Skulpturen und Fotografien.
Michel François ist an international bedeutenden Gruppenausstellungen beteiligt, unter anderem der documenta IX in Kassel und an der 48. Biennale di Venezia. Einzelausstellungen fanden in zahlreichen Ländern statt.

## Einzelausstellungen (Auswahl)
- 2000 Die Pflanze in uns Haus der Kunst, München
- 2002 Vivement 2002! encore–Michel François: Autoportrait contre nature Musée d’art moderne et contemporain (Genf)
- 2003 Michel François–Déjà vu Contemporary Art Center Kitakyushu, Kitakyushu
- 2004 Michel François–Déjà vu Museum De Pont, Tilburg
- 2009 Michel François–Plans d’évasion Stedelijk Museum voor Actuele Kunst, Gent
- 2012 Pièces à conviction Centre régional d’art contemporain Languedoc-Roussillon, Sète
- 2014 Michel Francois–Pieces of Evidence Ikon Gallery, Birmingham